# Liga I 2018-2019 (fotbal feminin)
Liga I 2018–2019 a fost al 29-lea sezon al Ligii I, prima divizie a fotbalului feminin din România. Competiția a fost câștigată de „U” Olimpia Cluj.

## Echipe participante
| Echipă                         | Oraș              |
| ------------------------------ | ----------------- |
| CSF CFR 1933 Timișoara         | Timișoara         |
| AFC Fair Play Joc Cinstit      | București         |
| Fortuna Becicherecu Mic        | Becicherecu Mic   |
| ACS Heniu Prundu Bârgăului     | Prundu Bârgăului  |
| Independența Baia Mare         | Baia Mare         |
| AFC Universitatea Olimpia Cluj | Cluj-Napoca       |
| CSȘ Târgoviște                 | Târgoviște        |
| CS Universitatea Alexandria    | Alexandria        |
| FC Universitatea Galați        | Galați            |
| ACS Vasas Femina FC            | Odorheiu Secuiesc |

## Sezonul regular
| Acasă \ Deplasare        | CFR | FPB | FOR | HEN | IND | OLI | TGV | UAL | UGL  | VAS |
| ------------------------ | --- | --- | --- | --- | --- | --- | --- | --- | ---- | --- |
| CFR Timișoara            |     |     |     |     |     |     |     |     |      |     |
| Fair Play București      |     |     | 2–6 | 2–1 | 4–4 | 0–9 | 2–8 | 0–5 | 2–11 | 4–3 |
| Fortuna Becicherecu Mic  |     | 4–0 |     | 0–0 | 2–2 | 0–5 | 5–0 | 4–0 | 2–1  | 1–1 |
| Heniu Prundu Bârgăului   |     | 4–0 | 1–0 |     | 4–0 | 0–3 | 4–0 | 0–2 | 3–1  | 1–1 |
| Independența Baia Mare   |     | 3–0 | 5–4 | 1–2 |     | 0–7 | 3–1 | 7–1 | 5–0  | 1–2 |
| Olimpia Cluj             |     | 9–1 | 0–1 | 5–0 | 6–0 |     | 7–0 | 6–0 | 3–1  | 4–0 |
| CSȘ Târgoviște           |     | 0–2 | 0–3 | 1–5 | 1–5 | 1–7 |     | 1–6 | 1–3  | 0–7 |
| Universitatea Alexandria |     | 4–0 | 0–1 | 1–2 | 2–1 | 0–2 | 7–0 |     | 3–0  | 3–3 |
| Universitatea Galați     |     | 4–0 | 0–1 | 1–2 | 6–5 | 0–2 | 4–0 | 4–0 |      | 4–0 |
| Vasas Femina             |     | 9–1 | 4–1 | 3–0 | 5–1 | 2–3 | 7–0 | 1–1 | 3–1  |     |

| Loc | Echipa                   | MJ | V  | E | Î  | GM | GP | DG  | Pct | Calificare                               |
| --- | ------------------------ | -- | -- | - | -- | -- | -- | --- | --- | ---------------------------------------- |
| 1   | Olimpia Cluj             | 16 | 15 | 0 | 1  | 78 | 6  | +72 | 45  | Calificare în play-off                   |
| 2   | Fortuna Becicherecu Mic  | 16 | 9  | 3 | 4  | 35 | 21 | +14 | 30  | Calificare în play-off                   |
| 3   | Heniu Prundu Bârgăului   | 16 | 9  | 2 | 5  | 29 | 21 | +8  | 29  | Calificare în play-off                   |
| 4   | Vasas Femina             | 16 | 8  | 4 | 4  | 51 | 26 | +25 | 28  | Calificare în turneu pentru locurile 4-6 |
| 5   | Universitatea Galați     | 16 | 7  | 1 | 8  | 43 | 31 | +12 | 22  | Calificare în turneu pentru locurile 4-6 |
| 6   | Universitatea Alexandria | 16 | 6  | 3 | 7  | 34 | 34 | 0   | 21  | Calificare în turneu pentru locurile 4-6 |
| 7   | Independența Baia Mare   | 16 | 6  | 2 | 8  | 43 | 47 | −4  | 20  | Calificare în turneu pentru locurile 7-9 |
| 8   | Fair Play București      | 16 | 3  | 1 | 12 | 20 | 84 | −64 | 10  | Calificare în turneu pentru locurile 7-9 |
| 9   | CSȘ Târgoviște           | 16 | 1  | 0 | 15 | 14 | 77 | −63 | 3   | Calificare în turneu pentru locurile 7-9 |
| 10  | CFR Timișoara (E)        | 0  | 0  | 0 | 0  | 0  | 0  | 0   | 0   | retras                                   |

1. ↑  CFR Timișoara s-a retras.[2]

## Play-off
| Acasă \ Deplasare       | FOR | HEN | OLI |
| ----------------------- | --- | --- | --- |
| Fortuna Becicherecu Mic |     | 4–0 | 0–2 |
| Heniu Prundu Bârgăului  | 3–2 |     | 0–4 |
| Olimpia Cluj            | 7–0 | 6–0 |     |

| Loc | Echipa                  | MJ | V | E | Î | GM | GP | DG  | Pct | Calificare                 |
| --- | ----------------------- | -- | - | - | - | -- | -- | --- | --- | -------------------------- |
| 1   | Olimpia Cluj (C)        | 4  | 4 | 0 | 0 | 19 | 0  | +19 | 35  | Liga Campionilor 2019-2020 |
| 2   | Fortuna Becicherecu Mic | 4  | 1 | 0 | 3 | 6  | 12 | −6  | 18  |                            |
| 3   | Heniu Prundu Bârgăului  | 4  | 1 | 0 | 3 | 3  | 16 | −13 | 18  |                            |

## Turneu pentru locurile 4-6
| Acasă \ Deplasare        | UAL | UGL | VAS |
| ------------------------ | --- | --- | --- |
| Universitatea Alexandria |     | 4–1 | 1–1 |
| Universitatea Galați     | 4–1 |     | 7–0 |
| Vasas Femina             | 2–3 | 1–1 |     |

| Loc | Echipa                   | MJ | V | E | Î | GM | GP | DG | Pct |
| --- | ------------------------ | -- | - | - | - | -- | -- | -- | --- |
| 4   | Universitatea Galați     | 4  | 2 | 1 | 1 | 13 | 6  | +7 | 18  |
| 5   | Universitatea Alexandria | 4  | 2 | 1 | 1 | 9  | 8  | +1 | 18  |
| 6   | Vasas Femina             | 4  | 0 | 2 | 2 | 4  | 12 | −8 | 16  |

## Turneu pentru locurile 7-9
| Acasă \ Deplasare      | FPB | IND | TGV |
| ---------------------- | --- | --- | --- |
| Fair Play București    |     | 3–4 | 5–3 |
| Independența Baia Mare | 5–1 |     | 9–1 |
| CSȘ Târgoviște         | 2–3 | 4–3 |     |

| Loc | Echipa                 | MJ | V | E | Î | GM | GP | DG  | Pct | Retrogradare                |
| --- | ---------------------- | -- | - | - | - | -- | -- | --- | --- | --------------------------- |
| 7   | Independența Baia Mare | 4  | 3 | 0 | 1 | 21 | 9  | +12 | 19  |                             |
| 8   | Fair Play București    | 4  | 2 | 0 | 2 | 12 | 14 | −2  | 11  |                             |
| 9   | CSȘ Târgoviște (R)     | 4  | 1 | 0 | 3 | 10 | 20 | −10 | 5   | Retrogradare în Liga a II-a |